# Cynthia Nixon
Cynthia Ellen Nixon (New York, 9 aprile 1966) è un'attrice e attivista statunitense.
È nota per il ruolo di Miranda Hobbes nella serie televisiva Sex and the City (1998-2004), per la quale si è aggiudicata due Screen Actors Guild Awards e un Premio Emmy, venendo candidata quattro volte al Golden Globe. Ha ripreso il ruolo nei film Sex and the City (2008) e Sex and the City 2 (2010) e dal 2021 nella serie televisiva And Just Like That.... È inoltre vincitrice di un secondo Emmy per la serie televisiva Law & Order - Unità vittime speciali, un Grammy Award, un Drama Desk Award e due Tony Awards. Ha ricevuto altre due candidature al Golden Globe per la miniserie Warm Springs e la serie televisiva Ratched.

## Biografia
Figlia unica di Anne Knoll e Walter Nixon, i suoi genitori sono da tempo divorziati. Nasce e cresce nella Grande Mela, la sua prima apparizione televisiva arriva quando aveva solo 12 anni, nello speciale televisivo I sette desideri di un bambino ricco.
Giovanissima debutta nel film Piccoli amori con Tatum O'Neal, successivamente si diploma al "Hunter College High School" di New York. Segue il debutto a Broadway con The Philadelphia Story, che grazie alla critica gode di un ottimo successo. La sua vera passione è il teatro, passione che negli anni successivi la porta a prendere parte a numerose piece di Broadway, e a vincere due Tony Award, un Theatre World Award e un Los Angeles Drama Critics Award.

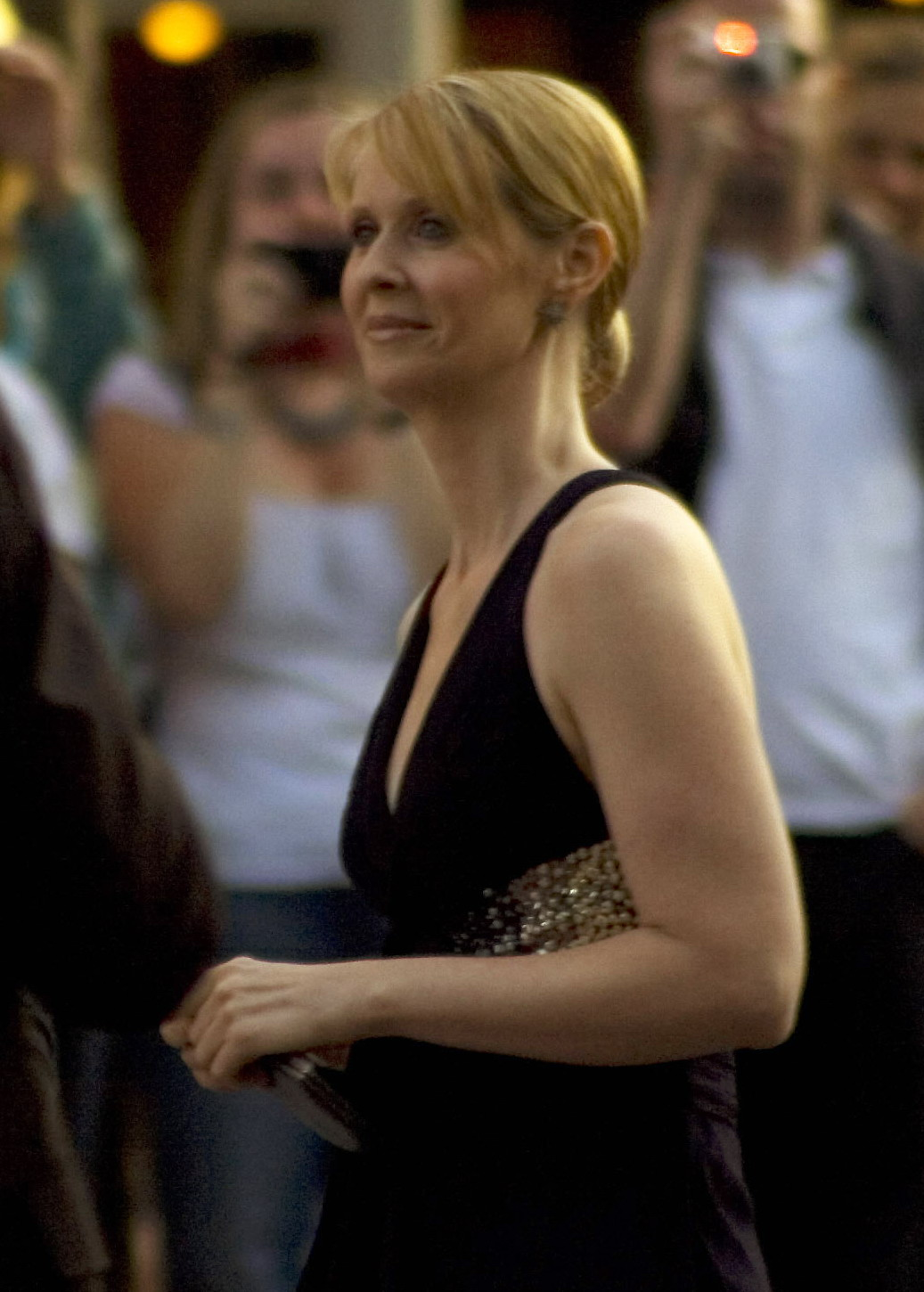
Cynthia Nixon alla prima di Sex and the City (2008)

Per la televisione ha lavorato nelle serie tv Law & Order (episodio 1x02 del 1990), La signora in giallo, Oltre i limiti e Tanner '88 di Robert Altman. Ha lavorato anche in opere minori, a teatro e nel cinema, tra cui The Last Night of Ballyhoo nel 1997, per cui ha ricevuto un Tony Award. Ma la vera notorietà arriva nel 1998, grazie al ruolo dell'avvocatessa Miranda Hobbes nella serie tv Sex and the City, ruolo che interpreta fino al 2004. Durante le riprese non smette mai di dedicarsi al teatro, e grazie alla notorietà ricevuta ottiene ruoli sempre maggiori. A cui seguiranno anche i due film ispirati alla serie. Successivamente ha preso parte come guest star a E.R. - Medici in prima linea e Dr. House - Medical Division.
Per il cinema ha recitato in Amadeus di Miloš Forman, ne Il rapporto Pelican di Alan J. Pakula e La stanza di Marvin. Ha interpretato la poetessa Emily Dickinson nel film A Quiet Passion (2016) di Terence Davies, applauditissimo dalla critica. L'attrice ha affermato in diverse interviste di ammirare la Dickinson come donna e come artista. Nel 2020 la piattaforma di streaming HBO Max ha annunciato la produzione di un revival della celebre serie Sex and the City, che vede le sue protagoniste alle prese con l'amore a cinquant'anni. Dal 2021 al 2025 ha ripreso il ruolo di Miranda Hobbes in And Just Like That..., anche come produttrice esecutiva. Dal 2022 interpreta Ada Brook nella serie di HBO The Gilded Age dove recita accanto a Christine Baranski e Carrie Coon e Louisa Jacobson,.

### Attivismo politico
Nixon è una sostenitrice dell'istruzione pubblica e portavoce dell'Alliance for Quality Education di New York, un'organizzazione pubblica di difesa dell'equità educativa. Si è anche battuta per il sostegno alla salute delle donne. 
Ha appoggiato Bill de Blasio alle elezioni a sindaco di New York del 2013, che ha poi vinto la nomination democratica e le elezioni generali. Nixon fece una campagna attiva per de Blasio, con cui aveva lavorato sin dai primi anni 2000 quando si schierò contro le politiche educative di Michael Bloomberg. De Blasio ha accreditato Nixon e il leader sindacale George Gresham come i due "architetti della (sua) campagna" alle primarie democratiche, quando ha sconfitto la favorita Christine Quinn. Dopo la sua elezione, de Blasio nominò Nixon suo rappresentante al Teatro Pubblico.
Nelle elezioni del 2018 per il governatorato di New York, ha annunciato via Twitter di volersi candidare alla carica di governatore contro il rappresentante in carica, Andrew Cuomo. E a differenza di Cuomo, Nixon ha sostenuto la legalizzazione della marijuana per una questione di giustizia sociale: "Le persone di tutte le linee etniche e razziali usano la marijuana, ma gli arrestati per marijuana sono all'80% neri e latini". Così le entrate derivanti dalla legalizzazione dovevano essere prioritarie per le comunità più danneggiate, come forma di "riparazione". Frase questa della "riparazione" che ha offeso molti leader di colore. Il 23 maggio 2018, Nixon e altri potenziali sfidanti democratici di Cuomo non hanno ottenuto l'approvazione del Partito Democratico alla Convention democratica statale per non aver rispettato la soglia del 25% di delegati statali necessaria per partecipare al ballottaggio.
Alle primarie presidenziali del Partito Democratico del 2020, Nixon ha appoggiato Bernie Sanders prima di fare campagna per lui all'inizio di febbraio 2020 a Las Vegas. Ha dichiarato: "Nello stesso modo muscoloso in cui Trump è una forza rappresentante il male in questo paese, in questo mondo, Bernie ha lo stesso tipo di muscolosità ma nel bene".

## Vita privata
Dal 1988 al 2003 è stata legata all'insegnante Danny Mozes, da cui ha avuto due figli: Samuel (1996) e Charles Ezekiel (2002).
Nel 2003 decide di dichiarare pubblicamente la sua bisessualità e la sua nuova relazione con l'attivista Christine Marinoni, subendo critiche dall'opinione pubblica, soprattutto durante la sua carriera politica.
Ha un altro figlio, Max Ellington Nixon-Marinoni, dato alla luce nel 2011 dalla compagna Christine Marinoni, con la quale stava progettando di sposarsi appena le leggi lo avessero permesso. In un'intervista a Good Morning America trasmessa il 15 aprile 2008, Nixon ha annunciato che stava affrontando il cancro al seno (diagnosticatole durante una mammografia di routine nell'ottobre 2006). Inizialmente non voleva rendere la notizia pubblica, ma successivamente è diventata un'attivista contro la malattia, riuscendo a convincere i vertici della NBC a trasmettere un programma sulla sua lotta al cancro al seno in prima serata. Nel 2008 è diventata portavoce della Susan G. Komen for the Cure.
Nel 2009 ufficializza la relazione con la compagna Christine Marinoni ed il 27 maggio 2012 le due si sposano a New York, pochi mesi dopo l'introduzione del matrimonio omosessuale nello Stato. Il 19 marzo 2018 ha annunciato che avrebbe corso come democratica alla carica di Governatore dello Stato di New York, ma viene sconfitta a settembre 2018 da Andrew Cuomo. L'attrice continua comunque il suo impegno politico di sinistra.
La Nixon è anche un'attivista per i diritti della comunità LGBTQIA+, lavoro che svolge anche grazie alle sue scelte professionali, e si è dimostrata un personaggio cruciale nella lotta per la libertà della propria identità di genere. Tra gli ultimi lavori della Nixon c'è la serie TV Ratched, diretta da Ryan Murphy, in cui l'attrice interpreta Gwendolyn Briggs.

## Filmografia

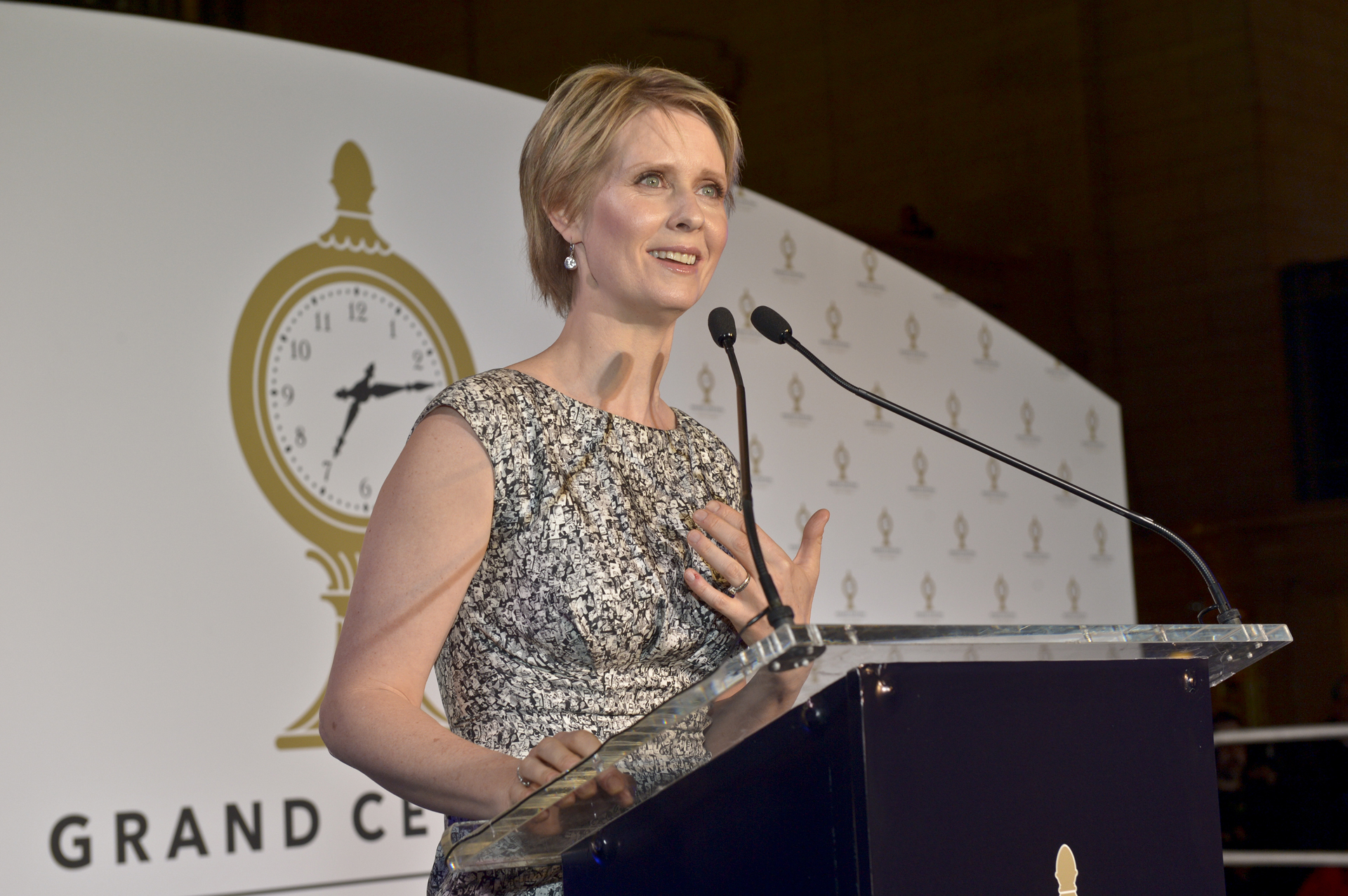
Cynthia Nixon nel 2013

### Cinema
- Piccoli amori (Little Darlings), regia di Ronald F. Maxwell (1980)
- Il principe della città (Prince of the City), regia di Sidney Lumet (1981)
- Tattoo - Il segno della passione (Tattoo), regia di Bob Brooks (1981)
- I Am the Cheese, regia di Robert Jiras (1983)
- Amadeus, regia di Miloš Forman (1984)
- Non giocate con il cactus (O.C. and Stiggs), regia di Robert Altman (1985)
- Gioco mortale (The Manhattan Project), regia di Marshall Brickman (1986)
- Felice e vincente (Let It Ride), regia di Joe Pytka (1989)
- Through an Open Window, regia di Eric Mendelsohn (1993)
- Il rapporto Pelican (The Pelican Brief), regia di Alan J. Pakula (1993)
- La famiglia Addams 2 (Addams Family Values), regia di Barry Sonnenfeld (1993)
- Baby Birba - Un giorno in libertà (Baby's Day Out), regia di Patrick Read Johnson (1994)
- The Cottonwood, regia di Steven Feder (1996)
- M Word, regia di Brett Parker (1996)
- La stanza di Marvin (Marvin's Room), regia di Jerry Zaks (1996)
- Advice from a Caterpillar, regia di Don Scardino (1999)
- Sperduti a Manhattan (The Out-of-Towners), regia di Sam Weisman (1999)
- Igby (Igby Goes Down), regia di Burr Steers (2002)
- One Last Thing, regia di Alex Steyermark (2005)
- Franklin D. Roosevelt - Un uomo, un presidente (Warm Springs), regia di Joseph Sargent (2005)
- Innamorarsi a Manhattan (Little Manhattan), regia di Mark Levin (2005)
- The Babysitters, regia di David Ross (2007)
- Sex and the City (Sex and the City: The Movie), regia di Michael Patrick King (2008)
- Lymelife, regia di Derick Martini (2009)
- An Englishman in New York, regia di Richard Laxton (2009)
- Sex and the City 2, regia di Micheal Patrick King (2010)
- Rampart, regia di Oren Moverman (2011)
- Ruth & Alex - L'amore cerca casa (5 Flights Up), regia di Richard Loncraine (2014)
- Stockholm, Pennsylvania, regia di Nikole Beckwith (2015)
- James White, regia di Josh Mond (2015)
- Le verità sospese (The Adderall Diaries), regia di Pamela Romanowsky (2015)
- A Quiet Passion, regia di Terence Davies (2016)
- The Only Living Boy in New York, regia di Marc Webb (2017)
- L'ultimo brindisi (The Parting Glass), regia di Stephen Moyer (2018)

### Televisione
- The Private History of a Campaign That Failed, regia di Peter H. Hunt – film TV (1981)
- Tom e Huck - Avventure sul Mississippi (Rascals and Robbers: The Secret Adventures of Tom Sawyer and Huck Finn), regia di Dick Lowry – film TV (1982)
- My Body, My Child, regia di Marvin J. Chomsky – film TV (1982)
- ABC Afterschool Specials – serie TV, episodi 7x07-12x01 (1979-1983)
- L'assassinio di Mary Phagan (The Murder of Mary Phagan) – miniserie TV (1988)
- Tanner '88 – serie TV, 10 episodi (1988)
- Gideon Oliver – serie TV, episodio 1x01 (1989)
- Un giustiziere a New York (The Equalizer) – serie TV, episodio 4x12 (1989)
- American Playhouse – serie TV, episodi 1x09-9x02 (1982-1990)
- I ragazzi della prateria (The Young Riders) – serie TV, episodi 1x23-1x24 (1990)
- Law & Order - I due volti della giustizia (Law & Order) – serie TV, episodio 1x02 (1990)
- The Love She Sought, regia di Joseph Sargent – film TV (1990)
- Love, Lies and Murder, regia di Robert Markowitz – film TV (1991)
- Face of Stranger, regia di Claudia Weill – film TV (1991)
- Kiss-Kiss, Dahlings!, regia di Gerald Gutierrez – film TV (1992)
- La signora in giallo (Murder, She Wrote) – serie TV, episodio 9x16 (1992)
- Monty – serie TV, episodio 1x01 (1994)
- New York News – serie TV, episodio 1x12 (1995)
- Nash Bridges – serie TV, episodio 1x07 (1996)
- Ultime dal cielo (Early Edition) – serie TV, episodio 1x03 (1996)
- Oltre i limiti (The Outer Limits) – serie TV, episodio 5x01 (1999)
- Il tocco di un angelo (Touched by an Angel) – serie TV, episodio 5x20 (1999)
- Papa's Angels, regia di Dwight H. Little – film TV (2000)
- Sex and the City – serie TV, 94 episodi (1998-2004)
- Tanner on Tanner – serie TV, 4 episodi (2004)
- Franklin D. Roosevelt - Un uomo, un presidente (Warm Springs), regia di Joseph Sargent – film TV (2005)
- E.R. - Medici in prima linea (E.R.) – serie TV, episodio 11x15 (2005)
- Dr. House - Medical Division (House, M.D.) – serie TV, episodio 2x09 (2005)
- 3 libbre (3 lbs.) – serie TV, episodi 1x04-1x06-1x08 (2006)
- Law & Order - Unità vittime speciali (Law & Order: Special Victims Unit) – serie TV, episodio 9x01 (2007)
- Too Big to Fail - Il crollo dei giganti (Too Big to Fail), regia di Curtis Hanson – film TV (2011)
- Law & Order: Criminal Intent – serie TV, episodio 10x07 (2011)
- Mondo senza fine (World Without End) – miniserie TV (2012)
- 30 Rock – serie TV, episodio 6x13 (2012)
- The Big C – serie TV, 11 episodi (2010)
- Hannibal – serie TV, 4 episodi (2014)
- The Affair - Una relazione pericolosa (The Affair) – serie TV, episodio 2x10 (2015)
- The Micheal Duffy Show – programma TV (2016)
- Ratched – serie TV, 8 episodi (2020)
- And Just Like That... – serie TV, 33 episodi (2021-2025)
- The Gilded Age – serie TV (2022-in corso)

## Teatro

### Attrice
- The Philadelphia Story, di Philip Barry. Vivian Beaumont Theatre di Broadway (1980)
- The Real Thing, di Tom Stoppard. Plymouth Theatre di Broadway (1984)
- Hurlyburly, di David Rabe. Ethel Barrymore Theatre di Broadway (1984)
- Romeo e Giulietta, di William Shakespeare. Public Theatre di New York (1988)
- The Heidi Chronicles, di Wendy Wasserstein. Plymouth Theatre di Broadway (1989)
- Angels in America - Fantasia gay su temi nazionali, di Tony Kushner. Walter Kerr Theatre di Broadway (1993)
- The Illusion, di Tony Kushner. CSC Theatre di New York (1994)
- I parenti terribili (Les Parents terribles), di Jean Cocteau. Ethel Barrymore Theatre di Broadway (1995)
- The Last Night of Ballyhoo, di Alfred Uhry. Helen Hayes Theatre di Broadway (1998)
- I monologhi della vagina, di Eve Ensler. Westide Theatre di New York (1999)
- The Women, di Clare Boothe Luce. American Airlines Theatre di Broadway (2001)
- The Prime of Miss Jean Brodie, di Jay Presson Allen. Acorn Theatre di New York (2006)
- La tana del bianconiglio, di David Lindsay-Abaire. Biltomore Theatre di Broadway (2006)
- Wit, di Margaret Edson. Samuel J. Friedman Theatre di Broadway (2012)
- The Real Thing, di Tom Stoppard. American Airlines Theatre di Broadway (2014)
- Le piccole volpi, di Lillian Hellman. Samuel J. Friedman di Broadway (2017)

### Regista
- Rasheeda Speaking, di Joel Drake Johnson. Signature Theatre dell'Off Broadway (2015)
- Steve, di Mark Gerrard. Signature Theatre dell'Off Broadway (2015)
- MotherStruck!, di Staceyann Chin. Lynn Redgrave Theatre dell'Off Broadway (2015)
- Last Summer at Bluefish Cove, di Jane Chambers. Broadway (2020)
- And Just Like That... – serie TV, episodi 1x06-2x05-2x06 (2022-2023)

## Riconoscimenti
Nel corso della sua carriera ha vinto diversi premi tra cui 2 Screen Actors Guild Award, 2 Emmy, 2 Tony, un Grammy e un GLAAD Media Award e ricevuto 5 nomination ai Golden Globe.

## Doppiatrici italiane
Nelle versioni in italiano delle opere in cui ha recitato, Cynthia Nixon è stata doppiata da:
- Valeria Perilli in Sex and the City (serie TV), Papa's Angels, Sex and the City (film), Sex and the City 2, Mondo senza fine, The Big C, Rampart, Hannibal, The Affair - Una relazione pericolosa, Killing Reagan, And Just Like That..., The Gilded Age
- Alessandra Korompay in Ruth & Alex - L'amore cerca casa, Law & Order - Unità vittime speciali, A Quiet Passion, The Micheal Duffy Show
- Antonella Rinaldi in Amadeus, Ratched
- Emanuela Rossi ne La stanza di Marvin
- Cristina Boraschi in Innamorarsi a Manhattan
- Barbara De Bortoli ne La signora in giallo
- Georgia Lepore in Baby Birba - Un giorno in libertà
- Cinzia De Carolis in Franklin D. Roosevelt - Un uomo, un presidente, Warm Springs
- Anna Rita Pasanisi in Dr. House - Medical Division
- Monica Bertolotti in Too Big to Fail - Il crollo dei giganti
- Olivia Manescalchi in Law & Order - Criminal Intent
- Valentina Mari in Amadeus (ridoppiaggio)